# Crônicas coloniais quinhentistas
Crônica é um gênero textual cuja estrutura interna é organizada cronologicamente, ou seja, parte-se de uma origem e atinge-se um fim que normalmente é esperado, devido ao conteúdo apresentado no texto.

## Origem
A origem deste gênero textual é incerta, mas a maior parte das fontes sobre o assunto indica o Chronicon Pascale, escrito entre os séculos III e VII d.C, como o primeiro texto a ser elaborado como uma crônica.

## Onde as crônicas foram mais difundidas, quem as escrevia e seus conteúdos
As crônicas foram muito difundidas entre as ordens mendicantes. Espanha e Portugal eram os principais produtores desse gênero textual.
O conteúdo das crônicas, principalmente das escritas por espanhóis em território americano, eram as desventuras e expeiências vividas por aqueles que as escreviam: o contato com indígenas, a montagem dos mecanismos administrativos, as experiências de catequese, as revoltas e rebeliões, as guerras etc.
Os autores desses relatos foram: membros do clero, funcionários espanhóis, indígenas educados em colégios construídos nas Américas, conquistadores etc.

## Crônicas religiosas
Este tipo de crônica foi muito difundido na América espanhola. A crônica religiosa contava, geralmente, uma parte de uma História Universal, cristã; por isso muitas começam com a criação do universo, das coisas, e do homem. Na América, houve paralelos disso: muitas histórias começavam com o descobrimento e a conquista para depois falar em hábitos indígenas, a Catequese, para, então, haver a descrição do momento em que elas eram escritas. 

## As diferenças de conteúdo entre as crônicas religiosas
Nas crônicas escritas por jesuítas, houve a preocupação de transformar a experiência missionária em obra histórica. Assim, eles se preocupavam em adequar suas experiências com os indígenas com as narrativas europeias.

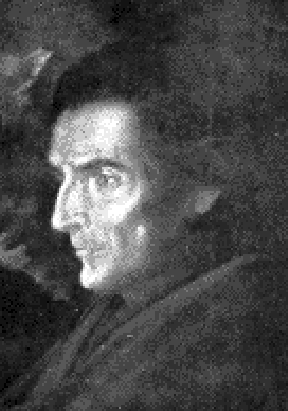
Padre José de Acosta (1539-1600), jesuíta

Já os dominicanos se preocuparam mais em criticar as ações desempenhadas pelos europeus na América.
Os franciscanos, por sua vez, ao invés de se aprofundarem em uma produção teórica que explicasse a América através da leitura dos textos bíblicos, preferiram conviver com os indígenas e, a partir desse convívio, teorizaram.

## Usos políticos das crônicas coloniais
No século XIX, as crônicas, como no período colonial, ainda eram importantes para a discussão política. Quando os historiadores começaram a trabalhar com esses documentos, eles tinham ao mesmo tempo a preocupação de forjar uma identidade nacional para seus respectivos países. Eles realizaram este trabalho através de uma seleção documental que permitisse um conhecimento do passado para se refletir sobre o presente.
Isso se torna mais claro ao analisarmos o México. Após as desastrosas campanhas militares contra os Estados Unidos da América, viu-se ainda mais a necessidade de interpretação do passado colonial do país, através do papel desempenhado pelas camadas sociais que compunham a Estado, como os espanhóis, indígenas, mestiços, africanos etc., para que se pudesse ter uma ideia do futuro da nação.

## As diferenças de tratamento na interpretação das crônicas
No século XIX, devido as influências do positivismo, dava-se mais importância às crônicas que abordassem temas relevantes para a época, como por exemplo as que abordassem aspectos políticos da organização colonial. As crônicas que possuíssem, segundo os preceitos da época, temas "subjetivos" (como, por exemplo, a interpretação da conquista segundo os textos bíblicos), não eram consideradas válidas para os historiadores.
Atualmente, todas as crônicas, sejam elas com conteúdos políticos ou aquelas tidas como subjetivas, são importantíssimas para a compreensão do período colonial como um todo, pois é através das ideias, projeções, valores presentes nesses textos que se constroem as interpretações sobre o período em que elas foram escritas, mesmo que isso fuja de uma certa objetivos